# 292 av. J.-C.
Cette page concerne l'année 292 av. J.-C. du calendrier julien proleptique.

## Événements
- Hiver 292-291 av. J.-C. : Lysimaque est fait prisonnier par le roi gète Dromichætès ; il est libéré au printemps suivant (dates controversées, entre 294 et 292 av. J.-C. selon les auteurs)[1].
  - Démétrios Poliorcète profite des difficultés de Lysimaque pour envahir la Thrace ; la Béotie se révolte après son départ et Antigone Gonatas, son fils, parvient à battre les Béotiens. Démétrios rentre en Grèce et entreprend un second siège de Thèbes, tandis que le roi d’Épire Pyrrhus avance jusqu’aux Thermopyles depuis la Thessalie. Démétrios abandonne momentanément le siège, se porte contre lui et Pyrrhus se dérobe. Thèbes capitule vers la fin de 291 ou au début de 290 av. J.-C.[2].
- 26 mars (11 avril du calendrier romain) : début à Rome du consulat de Quintus Fabius Maximus Gurges et Decimus Iunius Brutus Scaeva[3].
  - Fabius capture le général samnite Caius Pontius[3].
  - Rome est ravagée par une épidémie de peste ; après consultation des livres sibyllins, une ambassade est envoyée à Épidaure pour y chercher le serpent sacré, image du dieu grec de la médecine Esculape. Un sanctuaire est mis en place sur l’île Tibérine[4].

- Période oligarchique à Athènes, après le rappel des oligarques exilés[5].
- Le roi Pyrrhus Ier d'Épire épouse Bircenna, une fille du prince illyrien Bardylis[6].

## Décès
- Caius Pontius, général samnite, exécuté à Rome.
- Ménandre, poète comique à Athènes (né en -343).